# サルミエントサウルス
サルミエントサウルス(Sarmientosaurus)は、竜脚類ティタノサウルス類に属する恐竜の属の一つ。およそ9500万年前・後期白亜紀の南アメリカ大陸（現在のアルゼンチン）に生息していた。模式種サルミエントサウルス・ムサッキオイ(Sarmientosaurus musacchioi)一種のみが知られている。竜脚類としては大きな眼窩、頸部の骨化腱、複雑な方向に生えた歯の組み合わせで知られる。

## 発見

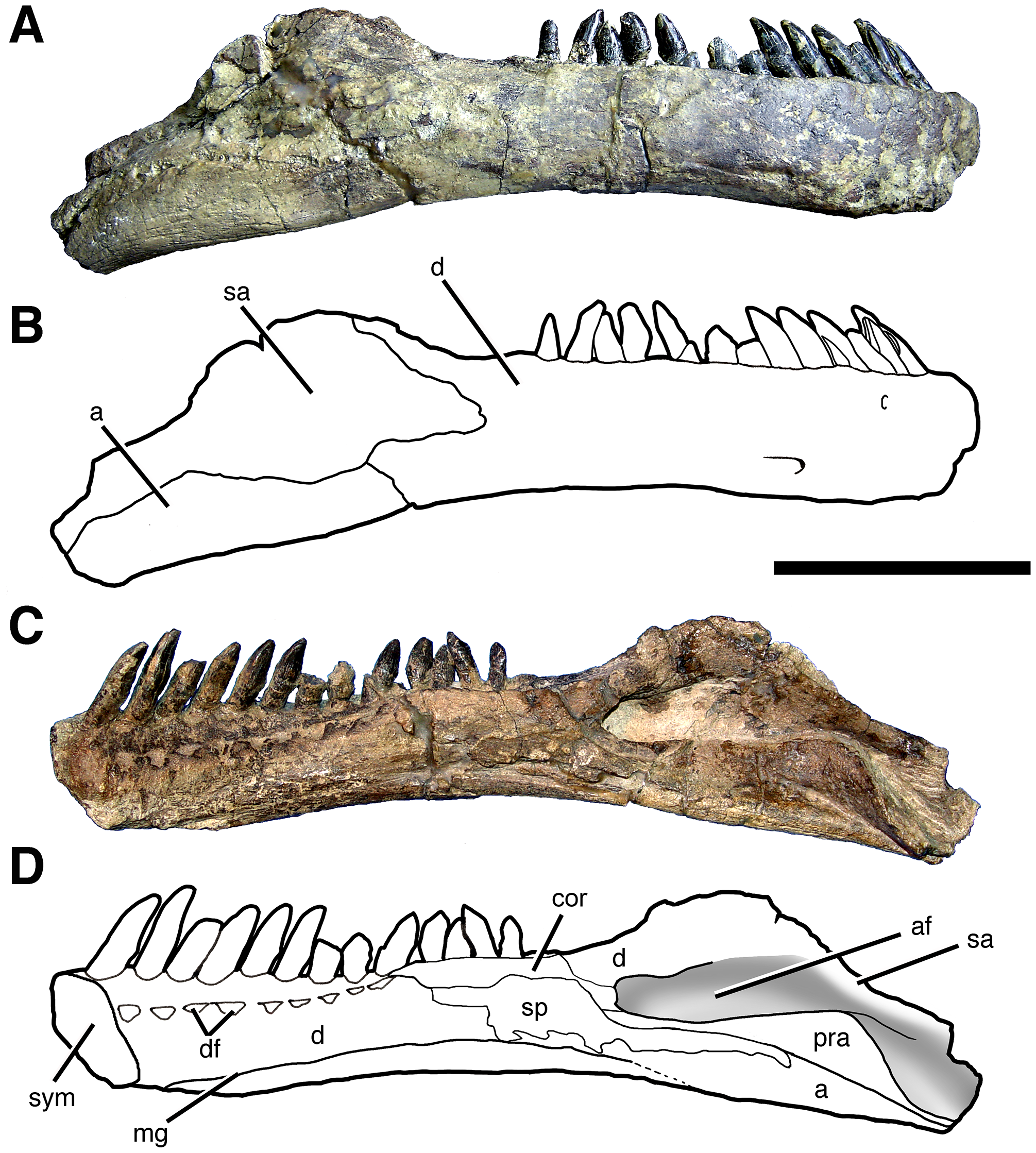
右の下顎骨

1997年、Estancia Laguna Palaciosの古生物学者ルーベン・マルティネスはチュブト県のゴイコエチェア(Goicoechea)で竜脚類の頭骨を発見した。この頭骨にはいくつかの前方頸椎が繋がっていることが分かった。
2016年、模式種サルミエントサウルス・ムサッキオイ(Sarmientosaurus musacchioi)がルーベン・マルティネス、マット・ラマンナ、 フェルナンド・ノバス、ライアン・リッジリー、ローレンス・ウィットマーらによって記載された。属名はサルミエントの街に因む。種小名はパタゴニア・サン・フアン・ボスコ国立大学のエドゥアルド・ムサッチオ(Eduardo Musacchio)への献名である。生命科学識別子は、属が537DFE26-54EC-4978-AC86-E83A04FA74DE、種がC1090B8D-D051-44F3-B869-8B4A0C802176である。
ホロタイプMDT-PV 2は、バホ・バレアル累層の下部層の上部(セノマニアン期からチューロニアン期)で発見された。下顎を含むほぼ完全な頭骨と7つの前方頸椎で構成される。頸部のいくつかの部分、特に環椎全体と第四頸椎は、あまりにも風化しているため補完不能であった。この標本は老成個体のものである。 頭骨の要素が発見された数少ないティタノサウルス類の一つである 頸部側方の伸長した独特の構造は骨化腱であると断定されている。
バホ・バレアル層からは他のティタノサウルス類としてエパクトサウルスが知られている。これらが同一のタクサであるかどうかは、両者の既知の標本のパーツに重複がないため診断不能である。少なくとも系統解析では、両属は系統樹の中で異なる位置を占めているため、同一性は認められないと考えられている。またエパクトサウルスのものとは異なる体骨格およびサルミエントサウルスの頭骨と異なる頭骨の断片化石は、いずれにしても数種のティタノサウルス類が共存していたことを示している。

## 記載

### サイズと固有派生形質
サルミエントサウルスは全長12m、体重10tと推定されている。
記載者は9つの独特な固有派生形質を提唱した。眼窩が大きく、直径が頭骨長の40% を占める。上顎骨の上行枝が涙骨の上行突起と複雑につながっており、その外側と内側の間に挟まれている。上顎骨上行枝後部の内縁は、低いが明瞭な隆起で内鼻孔の縁に接する。上行枝の後方下部には舌状突起があり、四叉神経の後方に重なっている。脳函内には三叉神経の3つの出口がある。下垂体茎と脳幹をつなぐ内脈路が存在しない。前上顎骨歯は垂直に配置され、上顎骨歯は前傾し、歯列は後傾する。中頸椎は前関節突起と椎体中心部の間に、板状ではなく支柱状の隆起がある。細長い骨化腱が、一連の頚椎と頚椎肋骨の下側に沿って走っている。

### 頭骨

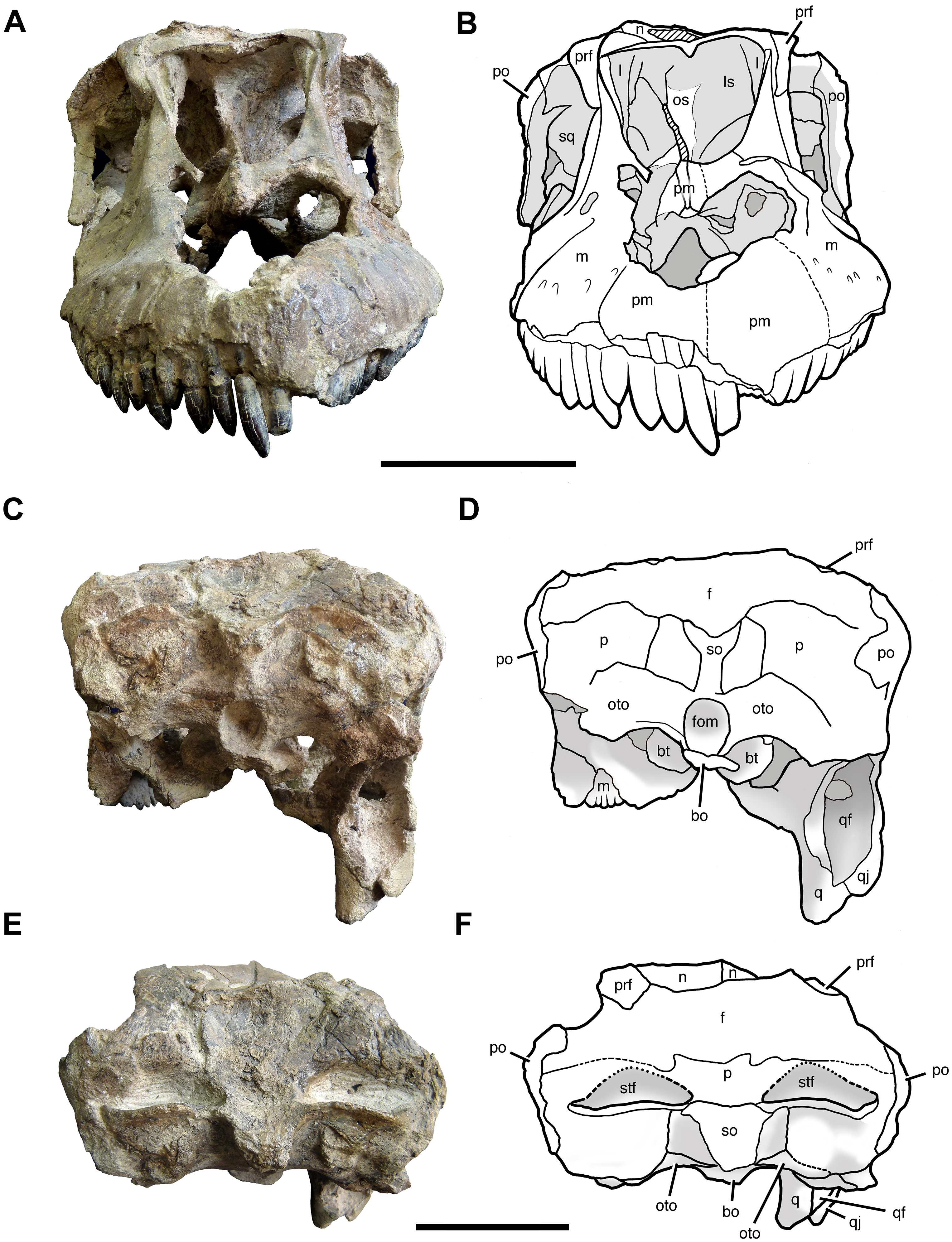
Skull in front and hind views

頭骨長は43センチ。頭骨は上面視で多かれ少なかれ舌形。眼窩前庭は小さいが、眼窩は非常に大きい。 側面から見ると、鼻面は平らで、上面が凹んでいる。上顎骨は前頭骨に接する。頬骨は前部の突起が非常に長く、後部の突起がL字型をしており非常に珍しい。第5頭蓋神経は上顎と下顎に向かう枝の出口が複数あるのに対し，他の竜脚類では単一である。下顎骨前部の高さはほぼ一定である。
前上顎骨歯は4本、上顎骨歯は11本（右側）または12本（左側）、歯列13本で構成されている。前上顎骨歯は垂直に配置され、上顎骨歯は前傾し、歯骨歯は後傾いている。歯の構造は、多くの基盤的竜脚類のへら形と派生種の鉛筆形の中間型である。歯は適度に細長い。サルミエントサウルスの歯はそれぞれ奇妙な生え方をしており、鋭角な磨耗痕が植物をしごき取る方法に関して示唆的であるが、
これらに関してはまだ完全に理解されていない。
頸椎は細長い。頸椎の内部構造は花弁状になっており、内部には多くの小さな空洞がある。頸椎の中央部には楕円形で狭く深い多孔質体があり、その側面は狭い骨板で区切られており、ほぼ正中線上で互いに接触している。後部の関節突起は珍しく長く、椎体の後端を越えて伸びている。前方関節突起は楕円形の断面を持つ支柱によって下から支えられており、通常は板状の隆起がこの位置で穿孔されて形成されていると思われる。頸肋骨は繊細で棒状である。

### 骨化腱

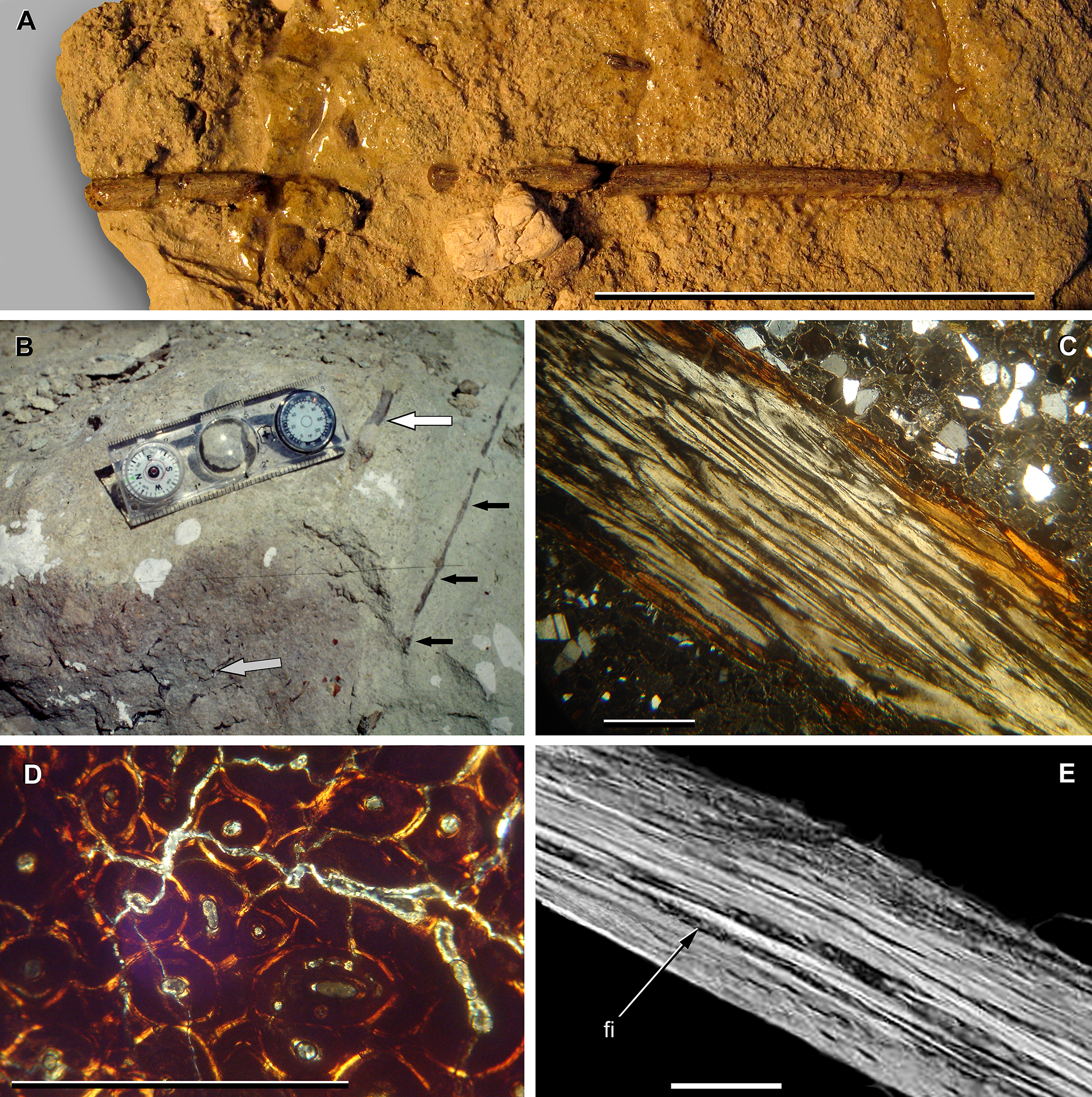
頸椎の骨化腱

頸椎側面に平行する一定の直径3ミリのケーブル状の構造が発見された。それは楕円形の断面を持ち、氷面に粗い筋が存在する。この構造は頭骨の真後ろに発生し、いくつかの椎骨の前後にまたがって続いているため、数メートルの長さになる。それは骨化した腱と解釈された。肋骨はより太く、異なる位置にあるはずなので、頸肋骨であるという代替仮説は却下された。このような腱は頸肋骨の延長線上にあったのかもしれないが、そうだとしても骨化腱の位置はこれを裏付けるものではない。骨化腱は頸筋の内部にあったと仮定された。このような骨化腱は、これまでいかなる恐竜化石でも発見されたことはないが、ツルのようないくつかの現存する獣脚類のグループでは、比較的短く、せいぜい椎骨二つ分の長さで存在する。骨化腱が埋もれていた可能性がある筋肉は、大後頭直筋、頸長筋、または胸横突間筋である。腱の内部構造は多くの骨組織が再形成されている事から、若齢での迅速な骨化を示唆する。

## 系統発生

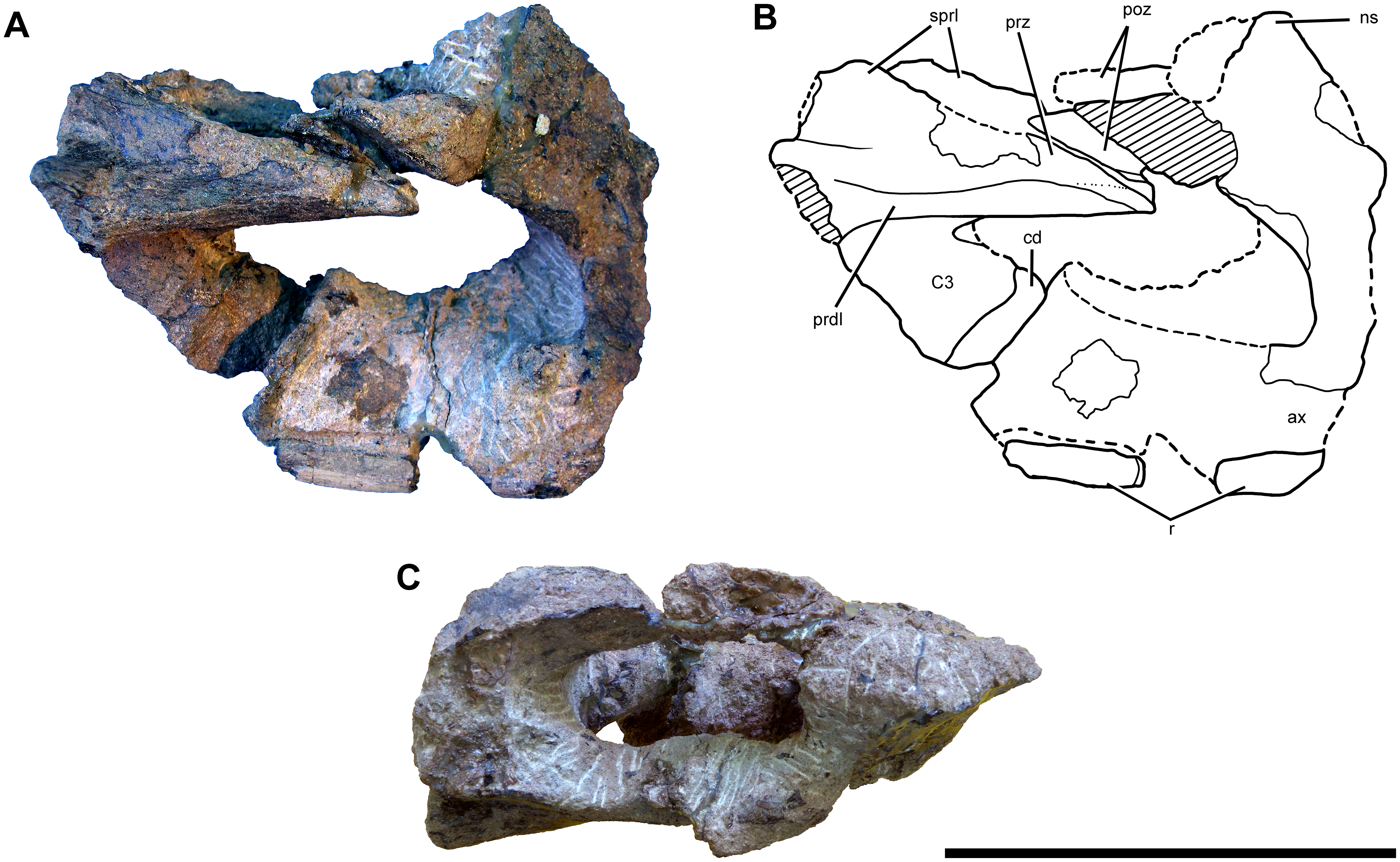
頸椎と軸椎

サルミエントサウルスはリトストロティアのティタノサウルス類の基盤的な位置に置かれた。マラウィサウルスより派生的位置付けである。

## 古生物科学
サルミエントサウルスは眼窩が非常に大きく、他のティタノサウルス類よりも優れた視力を持っていた可能性がある。耳および首の腱の位置からするとサルミエントサウルスは頭と首を「巨大なイーヨーのように」垂れ下げていた可能性が高い。この姿勢は、サルミエントサウルスが他の竜脚類よりもずっと低いところにある植物を食べていた可能性を示唆している。内耳の構造と頭部の姿勢の相関性については、これまでの研究では疑問視されてきた。